# كاكة تشاتام
كَاكَة تشاتام أو كاكة جزيرة تشاتام (الاسم العلمي: Nestor chathamensis) هو نوع من الببغاوات المُنقرضة، تَوَطَّنَ في جزيرة تشاتام في زِيلَندَة. كان يُعتقدُ أنَّ النَّوع ينتمي إلى كاكة زيلندة، لكن الفحص التفصيلي للعظام تحت الحفرية أظهر أنهُ ينتمي إلى أنواع مستوطنة منفصلة. انقَرضَتِ الأنواع في غُضون 150 عامًا من وصول البولينيزيين قَبلَ 1500 قبل وُصول المُستوطنين أوُروبيين بِفترةٍ طَويلة. لا الجلود أو الأوصاف مُتاحة.